# Ton barwny
Ton barwny – termin tożsamy z terminem barwa. Ponieważ jednak o samej barwie można mówić w wielu kontekstach, w tym także o użyciu jednej barwy podstawowej w wielu odmianach pochodnych, to pojęcie tonu barwnego zawęża pojęcie barwy do ściśle określonej barwy wynikowej, czyli barwy o określonej składowej głównej (inaczej mówiąc: jakości, walorze, odcieniu), nasyceniu (inaczej mówiąc: natężeniu) oraz jasności.
Określenie zostało utworzone przez analogię do tonu muzycznego. Jest stosowane w technikach artystycznych (malarstwo, grafika) oraz użytkowych (powłoki malarskie i lakiernicze), natomiast nie jest stosowane w DTP i poligrafii.